# La Luisiana
La Luisiana település Spanyolországban, Sevilla tartományban. La Luisiana Fuentes de Andalucía, Écija és Cañada Rosal községekkel határos. Lakosainak száma 4626 fő (2024).

## Népesség
A település népessége az elmúlt években az alábbi módon változott:
| Lakosok száma | 4360 | 4413 | 4568 | 4608 | 4652 | 4672 | 4569 | 4576 | 4588 | 4626 |
|               | 2001 | 2004 | 2007 | 2009 | 2012 | 2014 | 2017 | 2019 | 2022 | 2024 |